# Безсонов Микола Миколайович
Микола Миколайович Безсонов (рос. Бессонов та Безсонов, чернече ім'я Никон; *1868 — †1919, Одеса) — єпископ Кременецький, згодом красноярський, директор департаменту в Уряді УНР, радник міністра. 
Українськими ідеями захопився від впливом єпископа Подільського та Брацлавського Парфенія (Левицького). Микола Безсонов, як єпископ Балтський, був вікарієм у 1906-1908 р. В 1909 – 1913-х роках був єпископом Кременецьким, вікарієм Волинської єпархії, пізніше переведений до Красноярська. 
Член Державної Думи IV скликання. У Думі обстоював право навчання українською мовою. Під час Першої світової війни виступав у пресі з гострим засудженням російської політики в Галичині.
В липні 1917 року зняв з себе сан і чернецтво, як світська особа повернувся з Сибіру до України. За Центральної Ради був директором департаменту середнього шкільництва в УНР. Був виконувачем обов’язки директора департаменту ісповідань в Міністерстві внутрішніх справ, потім – радником міністра. Писав у київській «Раді».
Помер 1919 року.